# Dove eravamo rimasti
Dove eravamo rimasti (Ricki and the Flash) è un film del 2015 diretto da Jonathan Demme.
Il film, con protagonista Meryl Streep, è ispirato alla vita della suocera di Diablo Cody, che faceva parte di una band in un locale nel New Jersey.

## Trama
Linda è una rock star ormai sulla via del tramonto che, per seguire la sua passione musicale, ha abbandonato la famiglia (il marito ricco Pete e i tre figli) a Indianapolis e si è costruita una nuova vita a Los Angeles formando una band, The Flash, con lo pseudonimo di Ricki Rendazzo; la band suona le sere presso un locale mentre di giorno Linda lavora in un supermercato come cassiera per arrotondare le entrate.
Un giorno, Linda riceve una telefonata dall'ex marito Pete che le chiede di tornare per un breve periodo a Indianapolis perché la figlia Julie è stata lasciata dal marito per un'altra donna ed è caduta in depressione. Le cose non vanno per il verso giusto. Linda non è considerata bene da nessun membro della famiglia e scopre che anche gli altri due figli hanno voluto escluderla dalle loro vite: il maggiore Joshua sta per sposarsi e non vuole invitarla alle nozze, mentre il minore Adam è omosessuale e disapprova palesemente lo stile di vita disinibito della madre. Linda scopre anche che Julie ha tentato il suicidio ingerendo numerose pillole ma riesce comunque a ristabilirla parzialmente, portandola dal parrucchiere e insultando in un bar il suo ex marito. Quando rientra Maureen, la seconda moglie di Pete assentatasi per accudire il padre malato, Linda viene invitata ad andarsene per non compromettere la guarigione di Julie: le due donne hanno un'accesa discussione, con Maureen che le rinfaccia di aver dovuto crescere i suoi figli e le assenze a tutti i momenti importanti come lauree e fidanzamenti.
Linda torna a Los Angeles dal suo gruppo, dove riflette molto sugli eventi degli ultimi giorni e decide di mettere la testa a posto. Si fidanza con il chitarrista della band Greg e riceve per posta da Maureen, desiderosa di rappacificarsi con lei, la partecipazione alle nozze di Joshua. Linda però non vuole andarci perché si sentirebbe fuori luogo e non è in grado di pagarsi il biglietto aereo. Greg impegna la sua preziosa chitarra per andare a Indianapolis insieme a lei. Sebbene tutti alla cerimonia guardino Linda con disprezzo, la donna non si fa scrupoli a suonare con la sua band come regalo di matrimonio: tutti e tre i figli si uniscono a lei nell'esibizione, così da sancire un nuovo inizio.

## Produzione
Le riprese del film iniziano il 13 ottobre 2014 nella città di Rye, per poi spostarsi a Nyack nel mese di novembre.

## Promozione
Il primo trailer del film viene diffuso il 6 maggio 2015 sul canale YouTube della Sony Pictures Entertainment.. Il trailer italiano viene diffuso invece il 31 luglio seguente.

## Distribuzione
Il film è stato presentato in anteprima mondiale al Festival del film Locarno il 5 agosto 2015. La pellicola è stata distribuita nelle sale cinematografiche statunitensi a partire dal 7 agosto 2015, mentre in Italia a partire dal 10 settembre.

## Riconoscimenti
- 2016 - Satellite Awards[8]
  - Candidatura per la miglior canzone originale (Cold One)
- 2015 - Locarno Festival
  - Candidatura per il Variety Piazza Grande Award
- 2016 - Artios Award
  - Candidatura per il miglior casting a Bernard Telsey, Tiffany Little Canfield e Conrad Woolfe
- 2016 - Online Film & Television Association
  - Candidatura per la miglior canzone adattata (My Love Will Not Let You Down di Bruce Springsteen)